# Hans-Georg Ilker
Hans-Georg Ilker (* 5. Dezember 1926 in Wendisch Priborn; † 14. April 1995 in Hamburg) war ein deutscher Internist, Sportmediziner und Sportfunktionär.

## Leben
Ilker gilt als ein Vorreiter auf dem Gebiet des deutschen Herz- und Gesundheitssports. Im Oktober 1971 gründete er in der Hamburger Turnerschaft von 1816, bei der er auch stellvertretender Vorsitzender war, die erste Sportgruppe Deutschlands speziell für Herzinfarkt-Genesende. Sein Ansatz, Infarktopfer durch ein ineinandergreifendes Trainingssystem allmählich wieder an normale Belastungen zu gewöhnen, fand unter dem Begriff „Hamburger Modell“ vielfach Rezeption bei der Therapie koronarer Herzerkrankungen.
Als geeignet für Ilkers zur damaligen Zeit noch außergewöhnliches Übungsprogramm bestehend aus einem einmal wöchentlichen harten aufbauenden Training werden Patienten angesehen, die für 3 Minuten mindestens 75 Watt auf dem Fahrradergometer ohne pathologische elektrokardiographische Reaktionen leisten können. Als limitierenden Faktor seiner Sportgruppen identifizierte Ilker dabei nicht das Herz, sondern orthopädische Probleme wie Reizungen der Achillessehnen, Schmerzen an degenerativ veränderten Gelenken und von der Wirbelsäule ausgehende Neuromyalgien.

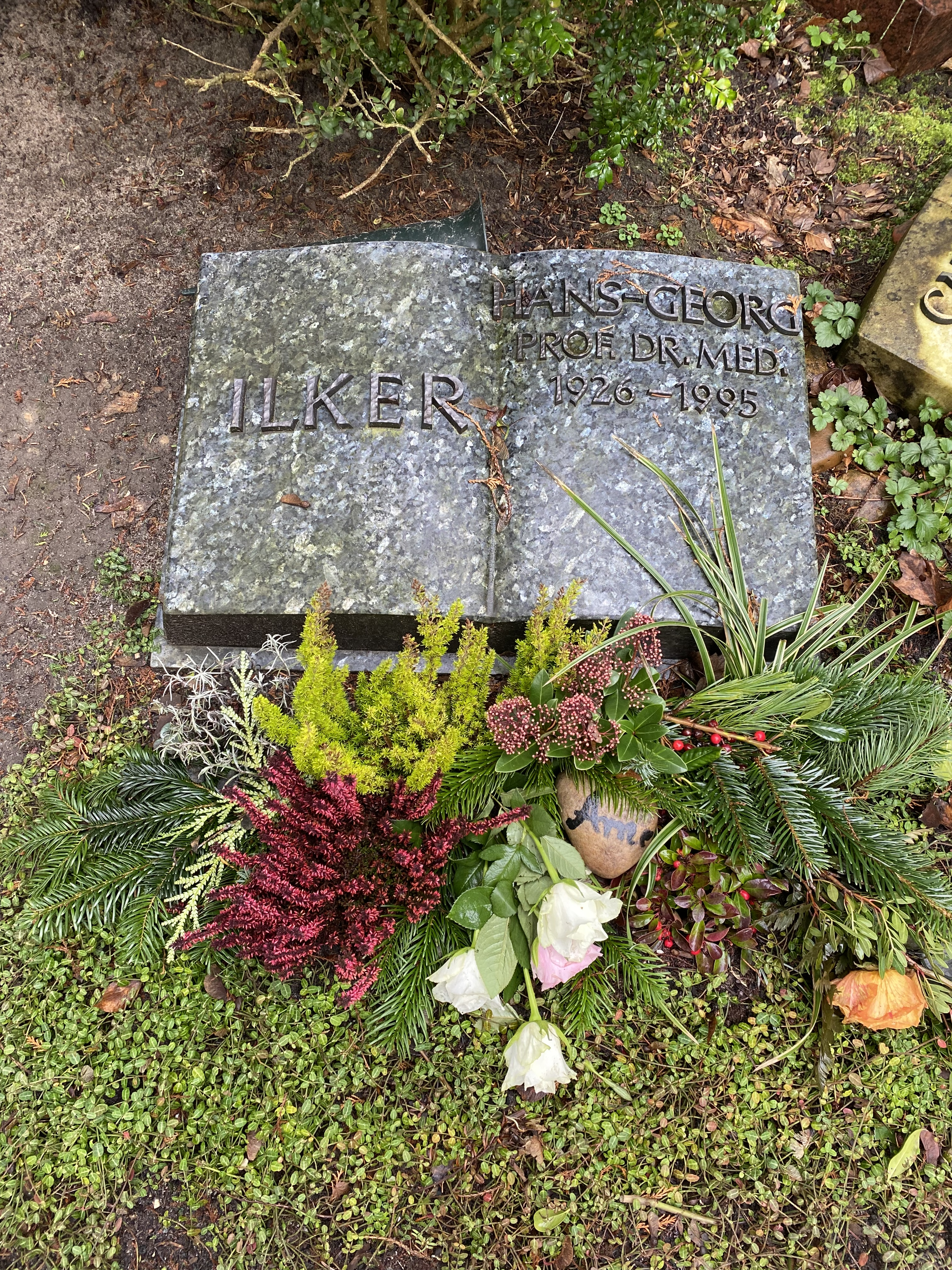
Grabstätte auf dem Neuen Friedhof Harburg

Im Februar 1974 stand Ilker mit seinem Modell „Turnen nach Herzinfarkt“ im Mittelpunkt des Kongresses „Aktive Freizeit“ des Deutschen Turner-Bundes. Der Hamburger Landesverband der DGSP berief Ilker in seinen Vorstand. Die Sporthochschule Köln nahm das „Turnen nach Herzinfarkt“ nach Ilkers „Hamburger Modell“ in ihren Lehrplan auf. Fünfzehn Jahre nach Ilkers erster Infarktsportgruppe gab es 1.400 derartige Sportgruppen in Deutschland, als Ilker starb, waren es rund 3.500.
1978 wurde Ilker in den wissenschaftlichen Beirat des Deutschen Sportbundes berufen. Am Institut für Leibesübungen (IFL) der Universität Hamburg war Ilker zunächst als Lehrbeauftragter, später als Honorarprofessor in der Sportlehrerausbildung tätig, im Hamburger Verein für kardiologische Prävention und Rehabilitation Vorstandsmitglied. In Hamburg-Harburg betrieb er eine Arztpraxis für Innere Medizin. Von 1974 bis 1992 war er 18 Jahre lang Vorsitzender und später Ehrenvorsitzender der Hamburger Turnerschaft von 1816, dem weltweit ältesten Turnverein und mit 8.000 aktiven Mitgliedern sowie einem Jahresetat von 3,3 Millionen DM einer der damals größten Norddeutschlands. 1981 wurde er für seine Vereinsarbeit mit dem Bundesverdienstkreuz am Bande geehrt, 1982 mit der Friedrich-Wildung-Plakette des DSB. Als Ilker am 25. Mai 1984 als einer der ersten Vereinsvertreter aus den Händen von Karl Carstens die Sportplakette des Bundespräsidenten überreicht bekam, würdigte der Bundespräsident insbesondere Ilkers Pionieraktivitäten im Koronarsport.

## Privates
Hans-Georg Ilker wuchs in Wendisch Priborn in Mecklenburg auf, nach seinem Medizinstudium promovierte er 1955 in Hamburg. Gemeinsam mit seiner Frau Susi hatte er vier Kinder. 1995 erlag er im Alter von 68 Jahren einem Krebsleiden. Seine letzte Ruhestätte erhielt er auf dem Neuen Friedhof Harburg im Hamburger Stadtteil Eißendorf.

## Publikationen (Auszug)
- Die subacide Gastritis im Kindesalter. Dissertation. 1955, OCLC 831103559, PMID 13308702.
- mit R Hopf: Ambulante Herzgruppen heute: Vorträge beim Seminar für Betreuer von Herzgruppen, 28. Mai 1982, Frankfurt/M. 1, Allgemeine medizinische Aspekte OCLC 916002329
- Fitness-Studio im Verein, Verlag Ingrid Czwalina, Ahrensburg, 1990, ISBN 978-3-88020-212-2
- Gesundheitsbezogener Vereinssport, Verlag Ingrid Czwalina, Ahrensburg, 1988, ISBN 978-3-88020-182-8
- Großvereine, Gesinnungsgemeinschaft oder Dienstleistungsbetrieb? In: Knut Dietrich, Klaus Heinemann (Hrsg.): Der nichtsportliche Sport: Beiträge zum Wandel im Sport, Hofmann Verlag, Münster 1989, S. 150–159 ISBN 3-7780-6851-2 (Abstract)
- Fünf-Jahres-Ergebnisse nach ambulanter Infarktrehabilitation am Wohnort In: Gerhard Hecker et al. (Hrsg.): Schulsport – Leistungssport – Breitensport Academia Verlag Sankt Augustin 1983. S. 68–70 ISBN 3-88345-310-2 (Abstract)
- Gesundheitsbezogene Angebote in Prävention und Rehabilitation im Rahmen der Turn- und Sportvereine. In: Ingomar-Werner Franz, Harald Mellerowicz, Wolfgang Noack (Hrsg.): Training und Sport zur Prävention und Rehabilitation in der technisierten Umwelt. Springer Verlag, 1985, ISBN 978-3-642-70301-0, S. 528 (eingeschränkte Vorschau).
- Die Herzinfarktrehabilitation nach dem Hamburger Modell. In: Herz Kreislauf 8 (1976), 7, S. 369–376 ISSN 0046-7324 (Abstract)
- Ambulante Koronargruppen. Hamburger Erfahrungen. In: Therapiewoche 30 (1980), 32, S. 5233–5235, ISSN 0040-5973 (Abstract)
- Welche Wünsche haben die Ärzte an „den Sport“? In: Deutsches Ärzteblatt. Band 33, 18. August 1977, ISSN 0012-1207, S. 2040–2044 (aerzteblatt.de [PDF]).
- Möglichkeiten und Motivationen im Sportverein. In: Physiotherapie 82 (1991), 8, S. 360–361, ISSN 0031-9392 (Abstract)
- Ambulante Herzgruppen – eine Herausforderung für den niedergelassenen Arzt? In: Therapiewoche 36 (1986), 30, S. 3116–3121 ISSN 0040-5973 (Abstract)
- Rehabilitation in einer ambulanten Koronar-Trainingsgruppe. In: Fortschritte der Medizin. Band 99, Nr. 43, 1981, ISSN 0015-8178, S. 1777–1781, PMID 7308938 (Abstract).

## Auszeichnungen
- Bundesverdienstkreuz am Bande (1981)[14]
- Friedrich-Wildung-Plakette des DSB (1982)[16]
- Hamburger Medaille für treue Arbeit im Dienste des Volkes in Silber
- Peter-Beckmann-Medaille der DGPR (1994)[11][17]